# 蔡依林專輯作品
臺灣歌手蔡依林共發行15張錄音室專輯、五張現場專輯及11張合輯。1999年9月10日，發行首張專輯《1019》，在臺灣銷量超過40萬張。2000年4月26日，發行第二張專輯《Don't Stop》，在臺灣銷量超過50萬張，獲得同年度銷量第六名。同年12月22日，發行第三張專輯《Show Your Love》，在臺灣銷量超過26萬張。2001年7月7日，發行第四張專輯《Lucky Number》，在臺灣銷量超過15萬張，獲得同年度銷量前20名。
2003年3月7日，發行第五張專輯《看我72變》，在臺灣和亞洲銷量分別超過36萬張和150萬張，獲得同年度銷量第二名。2004年2月27日，發行第六張專輯《城堡》，在臺灣和亞洲銷量分別超過30萬張和150萬張，獲得同年度銷量第二名。2005年4月25日，發行第七張專輯《J-Game》，在臺灣和亞洲銷量分別超過26萬張和120萬張，獲得同年度銷量第二名。
2006年5月12日，發行第八張專輯《舞孃》，在臺灣和亞洲銷量分別超過30萬張和250萬張，獲得同年度銷量第一名。2007年9月21日，發行第九張專輯《特務J》，在臺灣和亞洲銷量分別超過20萬張和300萬張，獲得同年度銷量第一名。2008年10月31日，發行首張翻唱專輯《愛的練習語》，在臺灣銷量超過三萬張，獲得同年度西洋唱片銷量第一名。
2009年3月27日，發行第十張原創專輯《花蝴蝶》，在臺灣和亞洲銷量分別超過13萬張和100萬張，獲得同年度銷量第一名。2010年8月13日，發行第11張原創專輯《Myself》，在臺灣銷量超過6.5萬張，獲得同年度銷量第四名。2012年9月14日，發行第12張原創專輯《Muse》，在臺灣銷量超過9.5萬張，獲得同年度銷量第三名。2014年11月15日，發行第13張原創專輯《呸》，在臺灣銷量超過8.5萬張，獲得同年度銷量第三名。
2018年12月26日，發行第14張原創專輯《Ugly Beauty》，獲得臺灣2019年度銷量第一名。
蔡依林唱片總銷量超過2500萬張，為2000年後唱片銷量最高的臺灣女歌手。自2003年《看我72變》起所發行的十張原創專輯皆為臺灣年度女歌手唱片銷量冠軍，其中四張為年度總冠軍。

## 專輯

### 錄音室專輯
| 名稱               | 專輯詳情                                                                              | 銷量                           |
| ------------------ | ------------------------------------------------------------------------------------- | ------------------------------ |
| 《1019》           | - 發行日期：1999年9月10日 - 唱片公司：環球 · 大聲 - 格式：2CD · 2卡帶                 | - 臺灣：40萬張                 |
| 《Don't Stop》     | - 發行日期：2000年4月26日 - 唱片公司：環球 · 大聲 - 格式：CD · 卡帶                   | - 臺灣：50萬張                 |
| 《Show Your Love》 | - 發行日期：2000年12月22日 - 唱片公司：環球 · 大聲 - 格式：CD · 卡帶                  | - 臺灣：26萬張                 |
| 《Lucky Number》   | - 發行日期：2001年7月7日 - 唱片公司：環球 · 大聲 - 格式：CD · 卡帶                    | - 臺灣：15萬張                 |
| 《看我72變》       | - 發行日期：2003年3月7日 - 唱片公司：新力 - 格式：CD                                  | - 臺灣：36萬張 - 亞洲：150萬張 |
| 《城堡》           | - 發行日期：2004年2月27日 - 唱片公司：新力 - 格式：CD+VCD                             | - 臺灣：30萬張 - 亞洲：150萬張 |
| 《J-Game》         | - 發行日期：2005年4月25日 - 唱片公司：新力博德曼 - 格式：CD · 串流媒體                | - 臺灣：26萬張 - 亞洲：120萬張 |
| 《舞孃》           | - 發行日期：2006年5月12日 - 唱片公司：百代 · 天熹 - 格式：CD · 串流媒體               | - 臺灣：30萬張 - 亞洲：250萬張 |
| 《特務J》          | - 發行日期：2007年9月21日 - 唱片公司：百代 · 天熹 - 格式：CD · CD+DVD · 串流媒體      | - 臺灣：20萬張 - 亞洲：300萬張 |
| 《愛的練習語》     | - 發行日期：2008年10月31日 - 唱片公司：金牌大風 · 天熹 - 格式：CD · 串流媒體          | - 臺灣：3萬張                  |
| 《花蝴蝶》         | - 發行日期：2009年3月27日 - 唱片公司：華納 · 天熹 - 格式：CD · CD+DVD · 串流媒體      | - 臺灣：13萬張 - 亞洲：100萬張 |
| 《Myself》         | - 發行日期：2010年8月13日 - 唱片公司：華納 · 天熹 - 格式：CD · 數位下載 · 串流媒體    | - 臺灣：6.5萬張                |
| 《Muse》           | - 發行日期：2012年9月14日 - 唱片公司：華納 · 天熹 - 格式：CD · 數位下載 · 串流媒體    | - 臺灣：9.5萬張                |
| 《呸》             | - 發行日期：2014年11月15日 - 唱片公司：華納 · 凌時差 - 格式：CD · 數位下載 · 串流媒體 | - 臺灣：8.5萬張                |
| 《Ugly Beauty》    | - 發行日期：2018年12月26日 - 唱片公司：索尼 · 凌時差 - 格式：CD · 數位下載 · 串流媒體 | - 中國：95萬張                 |
| 《Pleasure》       | - 發行日期：2025年7月25日 - 唱片公司：華納 · 凌時差 - 格式：CD · 數位下載 · 串流媒體  | - 中國：20萬張                 |

### 現場專輯
| 名稱                                 | 專輯詳情                                                                                     | 銷量           |
| ------------------------------------ | -------------------------------------------------------------------------------------------- | -------------- |
| 《J1演唱會 影音全記錄》              | - 發行日期：2005年9月23日 - 唱片公司：新力博德曼 - 格式：2CD+DVD · 串流媒體                  | 未知           |
| 《地才》                             | - 發行日期：2007年6月8日 - 唱片公司：百代 - 格式：DVD · 串流媒體                             | - 臺灣：12萬張 |
| 《單身情歌·萬人舞台 2009特別紀念版》 | - 發行日期：2009年10月9日 - 唱片公司：華納 · 天熹 - 格式：CD+2DVD · 串流媒體                 | 未知           |
| 《Myself世界巡迴演唱會 台北安可場》  | - 發行日期：2013年10月19日 - 唱片公司：華納 · 天熹 - 格式：2DVD · 3DVD · 數位下載 · 串流媒體 | 未知           |
| 《Play世界巡迴演唱會》               | - 發行日期：2018年1月30日 - 唱片公司：華納 · 凌時差 - 格式：2DVD · BD · 數位下載 · 串流媒體  | 未知           |

### 合輯
| 名稱                                   | 專輯詳情                                                                         | 銷量           |
| -------------------------------------- | -------------------------------------------------------------------------------- | -------------- |
| 《Together》                           | - 發行日期：2001年11月6日 - 唱片公司：環球 · 大聲 - 格式：CD+VCD                 | 未知           |
| 《電音舞道館》                         | - 發行日期：2002年4月2日 - 唱片公司：環球 · 大聲 - 格式：CD                      | 未知           |
| 《純真年代 1999—2001全記錄》           | - 發行日期：2003年3月14日 - 唱片公司：環球 · 大聲 - 格式：2CD                    | 未知           |
| 《J9 新歌+Party精選》                  | - 發行日期：2004年11月12日 - 唱片公司：新力 - 格式：CD                           | 未知           |
| 《Born to Be a Star 超級珍藏世紀精選》 | - 發行日期：2004年11月12日 - 唱片公司：環球 · 大聲 - 格式：2CD+DVD               | 未知           |
| 《J-Top 冠軍精選》                     | - 發行日期：2006年5月5日 - 唱片公司：新力博德曼 - 格式：2CD+DVD · 串流媒體       | - 臺灣：10萬張 |
| 《唯舞獨尊 演唱會鮮聽版&混音》         | - 發行日期：2006年9月29日 - 唱片公司：百代 · 天熹 - 格式：2CD+DVD · 串流媒體     | 未知           |
| 《最愛 Live Concert音樂精選》          | - 發行日期：2006年11月3日 - 唱片公司：新力博德曼 - 格式：2CD · 串流媒體          | 未知           |
| 《夢綺地精選》                         | - 發行日期：2007年9月19日 - 唱片公司：新力博德曼 - 格式：3CD+DVD · 串流媒體      | 未知           |
| 《J世紀 2006—2009大牌新曲+精選盤》     | - 發行日期：2009年2月27日 - 唱片公司：金牌大風 · 天熹 - 格式：2CD · 串流媒體     | 未知           |
| 《J女神 影音典藏精選》                 | - 發行日期：2012年8月28日 - 唱片公司：索尼 - 格式：2CD+DVD · 數位下載 · 串流媒體 | 未知           |